# Fifth Third Bank
Fifth Third Bank (5/3 Bank) ist eine US-amerikanische regionale Bank mit Hauptsitz in Cincinnati, Ohio. Die Bank hat in den meisten Staaten im Osten der USA Filialen und ist an der NASDAQ gelistet.

## Geschichte und Name

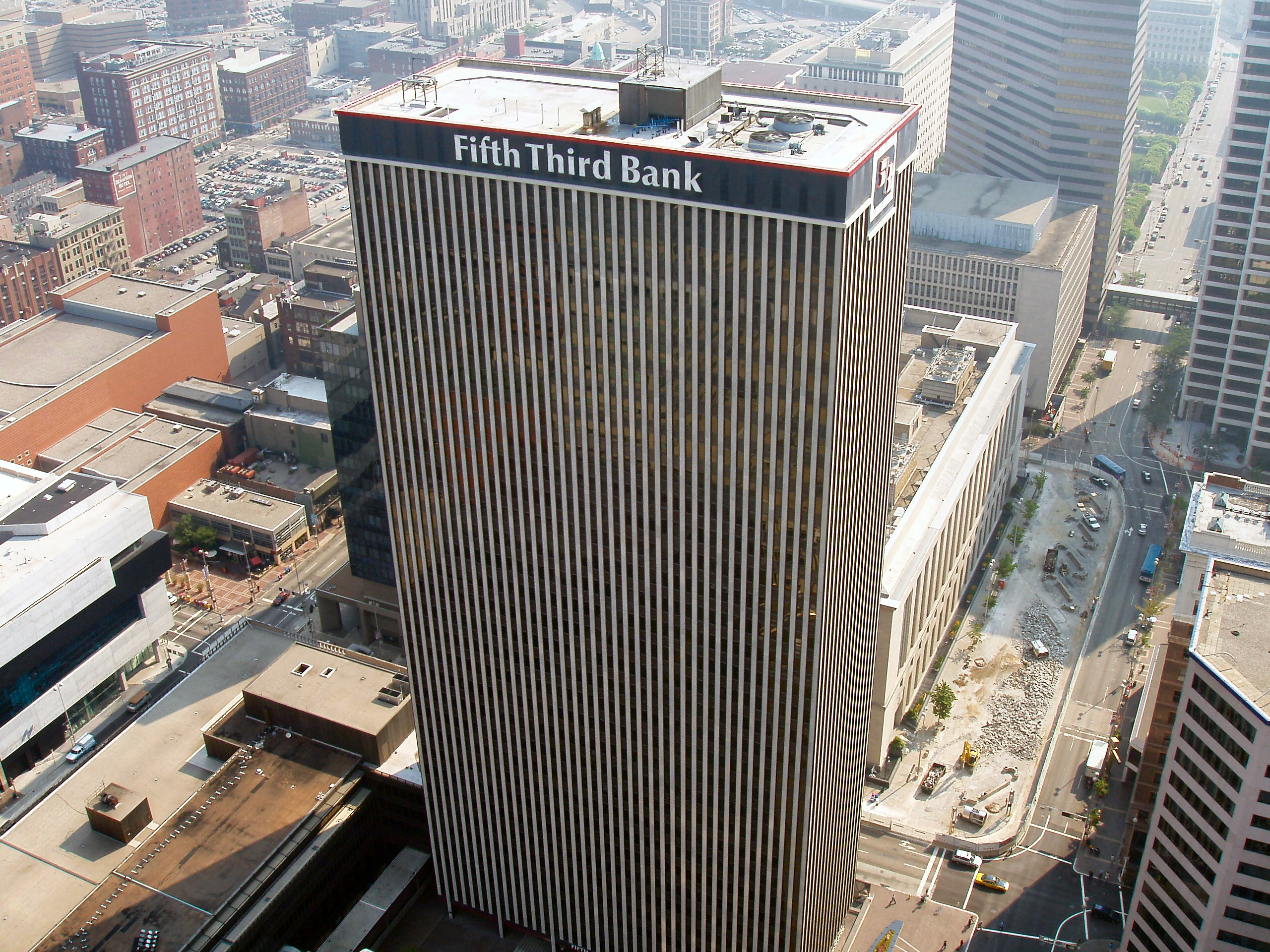
Fifth Third Bank headquarters building in Cincinnati, Ohio

Die Geschichte der Fifth Third Bank geht bis zum 17. Juni 1858 zurück, als die „Bank of the Ohio Valley“ in Cincinnati eröffnete, welche fünf Jahre später von der jüngeren „The Third National Bank“ übernommen wurde.
Am 1. Juni 1908 schlossen sich dann die beiden Banken „The Fifth National Bank“ und „The Third National Bank“, zur „Fifth Third National Bank of Cincinnati“ zusammen. Der Name wurde im Folgenden noch mehrmals geändert, bis die Bank dann am 24. März 1969 den heutigen Namen „Fifth Third Bank“ erhielt.

## Popularität bei Phishern
Der Name und das Logo der Fifth Third Bank wurde häufig von Phishern missbraucht. Laut McAfee bezogen sich Anfang September 2006, über 33 Prozent der registrierten phishing E-Mails auf die Fifth Third Bank.